# توماس روفين غراي
توماس روفين غراي (بالإنجليزية: Thomas Ruffin Gray)‏ هو محامي أمريكي، (ولد في مقاطعة ساوثهامبتون في الولايات المتحدة 1800 – القرن 19 م).